# Замък Хоентюбинген
Замъкът Хоентюбинген (на немски: Schloss Hohentübingen) е замък в центъра на Тюбинген, Баден-Вюртемберг, Германия. Замъкът е построен през 12 век и разширен през 16 век. В замъка от 1994 година е разположен музей на Тюбингенския университет.
Замъкът е споменат за пръв път в документ през 1078 г.